# Last Man Standing (Album)
Last Man Standing ist ein Album, für das Jerry Lee Lewis Duette mit verschiedenen Stars der Rock-, Country- und Blues-Szene aufgenommen hat.

## Allgemeines
Das Album ist das erste Studioalbum, das Lewis seit 1996 aufgenommen hat. Der Titel Last Man Standing bezieht sich auf das sogenannte Million Dollar Quartet, zu dem neben ihm noch Elvis Presley, Johnny Cash und Carl Perkins gehörten – er war zum Zeitpunkt der Aufnahme das einzige noch lebende Mitglied.
Das Album erschien 2006 bei Edel Records; in den USA bei Artists First. 2009 wurde das Album gemeinsam mit Last Man Standing Live und dem Last-Man-Standing-Album als 3-CD-Set bei Shangri-La Entertainment als Special Edition herausgegeben. 2007 erschien eine DVD, die Konzerte von Lewis mit verschiedenen Musikern in New York City und Los Angeles aufzeichnete sowie eine CD/DVD-Auflage.

## Titelliste
1. Rock and Roll (Bonham, Jones, Page, Plant), 2:14 mit Jimmy Page
2. Before the Night Is Over (Peters), 3:39 mit B. B. King
3. Pink Cadillac (Springsteen), 3:55 mit Bruce Springsteen
4. Evening Gown (Jagger), 3:57 mit Mick Jagger und Ron Wood
5. You Don’t Have to Go (Reed), 4:00 mit Neil Young
6. Twilight (Robertson), 2:48 mit Robbie Robertson
7. Travelin’ Band (Fogerty), 2:01 mit John Fogerty
8. That Kind of Fool (Vickery), 4:14 mit Keith Richards
9. Sweet Little Sixteen (Berry), 3:04 mit Ringo Starr
10. Just a Bummin’ Around (Graves), 2:43 mit Merle Haggard
11. Honky Tonk Woman (Jagger, Richards), 2:21 mit Kid Rock
12. What’s Made Milwaukee Famous (Sutton), 2:39 mit Rod Stewart
13. Don’t Be Ashamed of Your Age (Walker, Wills), 1:59 mit George Jones
14. Couple More Years, (Locorriere, Silverstein), 5:13 mit Willie Nelson
15. Ol’ Glory (Darnell, Lewis, Robert), 2:05 mit Toby Keith
16. Trouble in Mind (Jones), 3:49 mit Eric Clapton
17. I Saw Her Standing There, (Lennon, McCartney), 2:21 mit Little Richard
18. Lost Highway (Payne), 2:59 mit Delaney Bramlett
19. Hadacol Boogie (Nettles), 3:18 mit Buddy Guy
20. What Makes the Irish Heart Beat (Morrison), 4:12 mit Don Henley
21. The Pilgrim (Kristofferson), 3:00 mit Kris Kristofferson[2]

Für das Album wurden noch weitere, bisher unveröffentlichte Songs aufgenommen:
- Cry – Johnnie Ray
- Last Night I Heard You Call My Name
- Miss the Mississippi and You
- Roll over Beethoven; You Can’t Catch Me – Chuck Berry

## Charts
- Country Albums: Platz 9
- The Billboard 200: Platz 26
- Top Independent Albums: Platz 1
- Top Internet Albums: Platz 2[2]

## Kritikerstimmen
“Despite all the high-powered guests, Lewis stays in charge throughout LAST MAN STANDING.”

„trotz der hochrangigen Gäste bleibt Lewis in Last Man Standing der Boss.“

“The Killer’s first new studio CD in more than a decade finds him in strong form …”

„das erste Studioalbum des Killers seit mehr als einem Jahrzehnt findet ihn in starker Form …“

“Impressive at any age.”

„In jedem Alter beeindruckend.“

“Nothing really has been lost on this disc in his fierce and knowing, insinuating vocals, or his pumping rhythm and attack.”

„Wirklich nichts ging auf dieser Disk von seinem feurigen Gesang oder seinem pumpenden Rhythmus und seiner Angriffslust verloren.“

“… it proves beyond any doubt that the Killer can still whup his rivals after an astonishing half-century of recording.”

„… es beweist ohne jeden Zweifel, dass der Killer nach einer erstaunlichen Aufnahmekarriere von einem halben Jahrhundert immer noch seine Rivalen um den Finger wickeln kann.“

“this Lewis collection points to a remarkable legacy …”

„Diese Lewissammlung weist auf ein bemerkenswertes Vermächtnis …“